# Яблоня узколистная
Я́блоня узколи́стная (лат. Mālus angustifōlia) — дерево, вид рода Яблоня (Malus) семейства Розовые (Rosaceae), произрастающее на юго-востоке США.
По современным представлениям, название Malus angustifolia является синонимом действительного названия Malus coronaria var. angustifolia (Aiton) Ponomar..

## Ботаническое описание
Дерево высотой до 10 метров, листопадное иногда полулистопадное. Ветви коричневые, почки слегка опушённые.
Листья узкие, от ланцетной до продолговато-яйцевидной формы, длиной до 7,5 см, шириной до 3,5 см, кожистые, тёмно-зёлёного цвета, голые (молодые слегка опушены). Край листовой пластинки зубчато-пильчатый, иногда листья бывают слегка лопастными или фестончатыми.
Цветки белые или розовые, душистые, диаметром до 2,5 см, собраны в малоцветковые соцветия. Цветоножки голые или опушённые, длиной до 3,5 см. Гипантий голый или слабоопушённый. Столбики густо опушены у основания. Время цветения — июнь.
Плоды зеленовато-жёлтые, шаровидные, иногда слегка сжатые с боков, диаметром до 2,5 см. Кислые на вкус, очень душистые.

## Применение
Особого хозяйственного значения не имеет. Плоды вяжущие и кислые, в сыром виде несъедобны, однако из них можно готовить джемы, желе и т. п. Иногда выращивают в качестве декоративного растения.